# 2000–2001-es magyar női vízilabda-bajnokság
A 2000–2001-es magyar női vízilabda-bajnokság a tizennyolcadik magyar női vízilabda-bajnokság volt. A bajnokságban kilenc csapat indult el, a csapatok két kört játszottak. Az alapszakasz után az 1-4. és az 5-9. helyezettek az addigi eredményeiket megtartva újabb két kört játszottak egymással.
Az ÚVMK Eger új neve Egri VK lett.

## Alapszakasz
| #  | Csapat                        | M  | Gy | D | V  | G+  | G-  | P  |
| -- | ----------------------------- | -- | -- | - | -- | --- | --- | -- |
| 1. | Dunaújvárosi VSE-Green System | 16 | 15 | 0 | 1  | 265 | 73  | 30 |
| 2. | Carnex-Szentesi VK            | 16 | 13 | 0 | 3  | 191 | 100 | 26 |
| 3. | Vasas SC                      | 16 | 12 | 0 | 4  | 193 | 85  | 24 |
| 4. | BVSC-TBÉSZ                    | 16 | 11 | 0 | 5  | 200 | 100 | 22 |
| 5. | Egri VK-Szabóker              | 16 | 7  | 0 | 9  | 145 | 183 | 14 |
| 6. | Csata DSK                     | 16 | 6  | 0 | 10 | 86  | 127 | 12 |
| 7. | Kecskeméti Villanó Fókák      | 16 | 6  | 0 | 10 | 137 | 201 | 12 |
| 8. | OSC-Hungaropharma             | 16 | 2  | 0 | 14 | 70  | 193 | 4  |
| 9. | POLO Sport Club               | 16 | 0  | 0 | 16 | 68  | 293 | 0  |

* M: Mérkőzés Gy: Győzelem D: Döntetlen V: Vereség G+: Dobott gól G-: Kapott gól P: Pont

## Rájátszás

### 1–4. helyért
| #  | Csapat                        | M  | Gy | D | V  | G+  | G-  | P  |
| -- | ----------------------------- | -- | -- | - | -- | --- | --- | -- |
| 1. | Dunaújvárosi VSE-Green System | 22 | 20 | 0 | 2  | 340 | 115 | 40 |
| 2. | Carnex-Szentesi VK            | 22 | 16 | 0 | 6  | 236 | 157 | 32 |
| 3. | BVSC-TBÉSZ                    | 22 | 15 | 0 | 7  | 259 | 149 | 30 |
| 4. | Vasas SC                      | 22 | 12 | 0 | 10 | 230 | 153 | 24 |

### 5–9. helyért
| #  | Csapat                   | M  | Gy | D | V  | G+  | G-  | P  |
| -- | ------------------------ | -- | -- | - | -- | --- | --- | -- |
| 5. | Egri VK-Szabóker         | 24 | 14 | 0 | 10 | 222 | 240 | 28 |
| 6. | Kecskeméti Villanó Fókák | 24 | 10 | 1 | 13 | 213 | 264 | 21 |
| 7. | Csata DSK                | 24 | 9  | 1 | 14 | 147 | 183 | 19 |
| 8. | OSC-Hungaropharma        | 24 | 7  | 0 | 17 | 143 | 250 | 14 |
| 9. | POLO Sport Club          | 24 | 1  | 0 | 23 | 128 | 402 | 2  |

* M: Mérkőzés Gy: Győzelem D: Döntetlen V: Vereség G+: Dobott gól G-: Kapott gól P: Pont
A bajnok Dunaújváros játékoskerete: Baráth Bernadett, Bársony Réka, Benkő Nóra, Benkő Tímea, Brávik Fruzsina, Csavajda Edit, Erdős Zsuzsanna, Erdősi Vera, Jankovics Eszter, Kardos Krisztina, Kovács Annamária, Poszkoli Rita, Primász Ágnes, Tiba Zsuzsanna, Varga Zita, Zantleitner Krisztina, Zsámbok Lili